# Artur Born

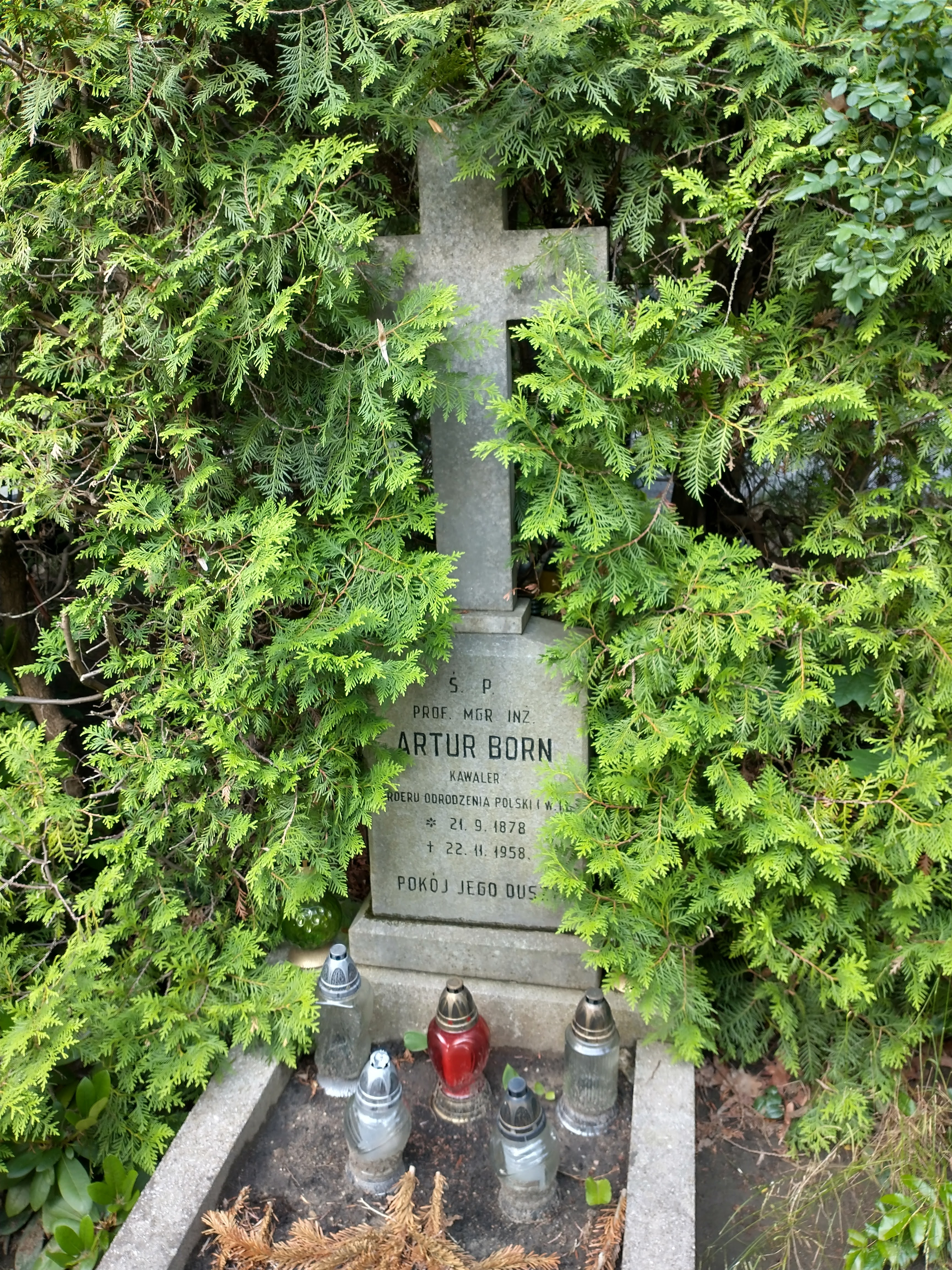
Grób na Cmentarzu Osobowickim we Wrocławiu

Artur Born (ur. 21 września 1878, zm. 22 listopada 1958) – polski hydrolog, urzędnik, profesor.

## Życiorys
Był naczelnikiem Wydziału Dróg Wodnych w Urzędzie Wojewódzkim Pomorskim w Toruniu i przewodniczącym sekcji wodnej Okręgu Pomorskiego Ligi Morskiej i Kolonialnej. Wchodził w skład Komitetu Budowy Mostu im. Józefa Piłsudskiego na Wiśle w Toruniu. 25 października 1947 był współzałożycielem Polskiego Towarzystwa Meteorologicznego i Hydrologicznego. Był także członkiem honorowym Polskiego Towarzystwa Geofizycznego. Współpracował z rządowym Zespołem służby hydrograficznej. Współtworzył "Plan Perspektywiczny Gospodarki Wodnej w Polsce do roku 1975". 
Został odznaczony Krzyżem Kawalerskim Orderu Odrodzenia Polski. Pochowany został na Cmentarzu Osobowickim we Wrocławiu. 